# 金沙镇 (武威市)
金沙镇，是中华人民共和国甘肃省武威市凉州区下辖的一个乡镇级行政单位。
2015年，甘肃省民政厅批复同意撤销金沙乡，设立金沙镇。

## 行政区划
金沙镇下辖以下地区：
于家庄村、郭家庄村、金沙村、水坑村、中沟村、赵磨村、朱庄村、李磨村和吴府村。